# 电子游戏

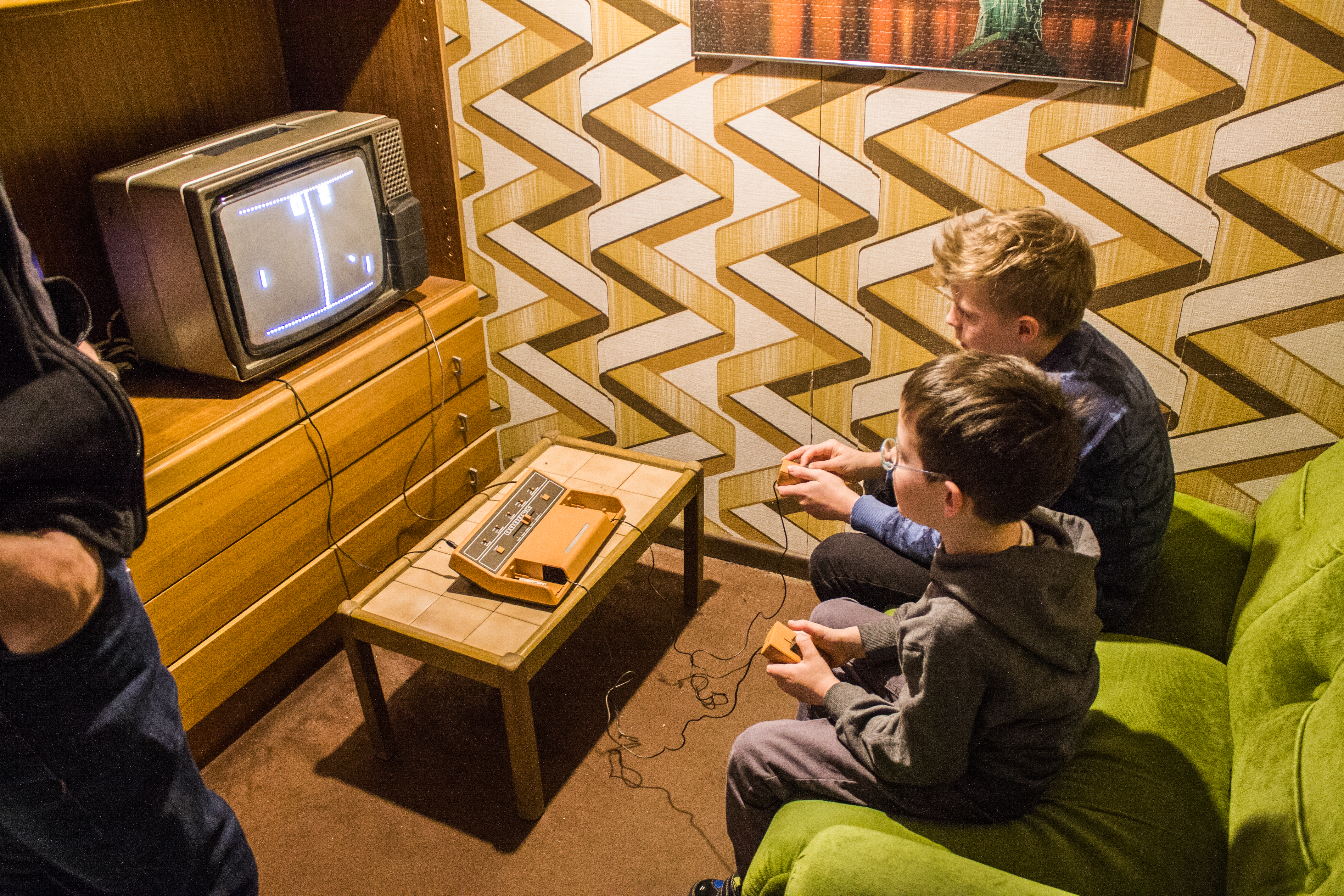
柏林电脑游戏博物馆收藏的第一代《乓》游戏机

电子游戏（直译：「视频游戏」），又称计算机游戏（英語：computer game）有時簡稱遊戲，是一种涉及与用户界面或输入设备（如控制杆、控制器、键盘或运动感应设备）交互以从显示设备生成视觉反馈的电子类游戏，最常以视频格式显示在电视机、计算机显示器、平板显示器、移动设备上的觸控式螢幕或虛擬實境眼鏡上。大多数现代电子游戏是视听游戏，通过扬声器或耳机传递音频，并有时还配以其他类型的感官反馈（如提供体感感觉的触觉技术），一些电子游戏还可使用麦克风和网络摄像头进行游戏内聊天和直播。
电子游戏通常根据其硬件平台进行分类，传统上包括街机游戏、游戏机游戏和电脑游戏；后者还包括局域网游戏、网络游戏和网页游戏。近年来，电子游戏产业已通过移动设备（如智能手机和平板电脑）、虚拟现实和增强现实系统以及远程云游戏扩展到移动游戏。根据游戏风格和目标受众，电子游戏也被分为各种类型。
早期電子遊戲史始于1947年，当时首款結合熒幕的互動電子類遊戲阴极射线管娱乐装置問世，1950年代初首款真正的電子遊戲出現，1971年首款商业电子游戏《電腦太空戰》推出，1972年街机游戏《乓》获得标志性的巨大成功，首款家用游戏机米罗华奥德赛也于同年问世，标志着电子游戏进入全新时代。在1970年代末到80年代初的街机游戏“黄金时代”，游戏产业迅速发展，但由于大量劣质游戏和市场饱和，导致1983年北美电子游戏市场的崩溃。北美市场崩溃之后，市场的主导地位从美国转移到了日本的任天堂、世嘉和索尼等公司，产业随后逐渐成熟。2000年代，核心产业以“AAA”级游戏为主，风险更高的实验性游戏几乎没有发展空间。后来互联网和数字分发兴起，为2010年代独立游戏崭露头角提供了机会。此后，电子游戏产业的商业重要性不断增加。新兴的亚洲市场，以及智能手机游戏的普及正在使玩家的群体朝着休闲游戏方向转移，服務型遊戲的盈利模式也在日益增长。
如今，电子游戏制作需要众多跨学科技能、愿景、团队合作，以及开发者、发行商、分销商、零售商、硬件制造商和其他营销人员的多方合作，以成功将游戏推向消费者。截至2023年，全球电子游戏市场年收入估计为1,877 億美元，涵盖硬件、软件和服务，是全球音乐产业规模的三倍，2019年电影产业规模的四倍，使其成为现代娱乐产业中的重要一环。电子游戏市场还对电子工业产生重要影响，个人电脑零部件、游戏主机和外设的销售，以及消费者对更好游戏性能的需求，一直是硬件设计和创新的强大驱动因素。

## 定義
電子遊戲是基于计算机计算能力，按一定逻辑模式（计算序列）对人类假想行为模拟或抽象的交互程序。
電子遊戲一般是指一切與電子媒體平台（如掌上遊戲機、電腦等）交互以達成目標的遊戲，而按著遊戲載體（或稱遊戲平台）、遊戲玩法、可供參與遊戲人數（即玩家人數）等不同分類方式可把電子遊戲細分為不同的類型。
在不同地區、人群中，視訊遊戲有著不同定義，導致視訊遊戲常常與電子遊戲定義被混淆，造成許多定義上的混亂。
在2012年，日本電腦娛樂供應商協會對電子遊戲做出的定義是「根據電腦程式所設計而成的數位化遊戲」。並依「遊戲軟體是否可替換」的標準將電子遊戲分為兩類。不能替換軟體的電子遊戲目前越來越少。可替換軟體的電子遊戲，依硬體類型可分為以下六種：
- 商用電子遊戲（commercial games），以營利為目的，使用者須付費的遊戲。又可分為四種：[3]

- 桌上型/大型機台型電子遊戲（table games），例如日本專門的遊樂店中，常見的彈珠機、電子撲克牌、麻將遊戲機。
- 選物型/獎品型電子遊戲機（crane and gift games），例如在遊樂店或商場可看到的夾娃娃機、吃角子老虎機。
- 娛樂型電子遊戲（amusement vendors），例如大頭貼機器。
- 投幣式電子遊戲（medal games），須投幣才能進行遊戲的設備，例如虛擬賽馬、推幣機。

- 電腦遊戲（PC Games），以個人電腦作為遊戲主機的電子遊戲。[3]
- 家用電子遊戲（household games），又分兩種：[3]

- 固定型/連接螢幕型的電子遊戲（games in stationary type/monitor connection type），必須將主機與螢幕顯示器連接才能用，例如PlayStation 5、XBox Series X/S。
- 可攜式/掌上型的電子遊戲（handheld games），主機與螢幕顯示器結合，可拿在手掌中操作，例如PSVita、3DS。

- 手機電子遊戲（mobile phone games）與智慧型手機/平板電腦的電子遊戲（smart phone/table PC games），用手機、智慧型手機、平板電腦做主機的電子遊戲，可分五種：[3]

- 內建型的電子遊戲（preinstalled application games），無須額外下載或購買，內建在硬體的電子遊戲。
- 大型多人在線的電子遊戲（massive multiplayer online games）及多人在線的電子遊戲（multiplayer online games），玩家與其他玩家同時在一個虛擬世界互動的遊戲，遊戲平台也可以是個人電腦或家用遊戲機。
- 競賽型態的網路遊戲（competition online games），藉由競賽勝負使玩家獲得成就感的遊戲。
- 網頁遊戲（web browser games），用網路瀏覽器玩的電子遊戲。
- 下載型的電子遊戲（downloading of games），免費或付費，由網路將軟體下載到硬體的電子遊戲。

一般正式來說，視訊遊戲是指所有具有畫面圖像的遊戲，但因著部份人和地區的定義混亂，造成包括聽覺遊戲在內的電子遊戲與視訊遊戲等同。而視訊遊戲其實只是電子遊戲的一種，並不能包含所有依託于電子平臺而運行的遊戲。一般正式來說電子遊戲是一切運行於電子裝置的交互遊戲，部分地區則狹義的指電子遊戲指街機遊戲。而電玩的名稱，在少數地區中，電玩僅指街機遊戲。由此可見，視訊遊戲與電腦遊戲（或電玩）通常被用來作為電子交互式娛樂軟件的涵蓋性術語，而。其中「電子遊戲」在各地中的定義分歧最小。為避免歧義，人們一般將所有交互式遊戲軟件統稱為「電子遊戲」。

## 電子遊戲發展
遊戲是自古以來人们從事的娛樂活動之一，其定義隨著研究的學者不同而有所差異，但遊戲的基本屬性是娛樂，「遊戲是一種能使參與者及被參與者共同都快樂、愉悅的方式」是跨越時代、地域、文化被普遍認同的一種觀點。遊戲的種類及規則隨著時代變化逐漸演進、第二次世界大戰後，由於科技進步，晶體管、電子計算機等技術出現，孕育了電子遊戲的誕生。
在电子游戏的形成和发展过程中，其载体也與電子遊戲一起发展。许多电子游戏都是从传统游戏中继承来的，其中版图游戏对电子游戏的发展产生了很大的作用，而目前仿真度極高的電子遊戲已經成為主流遊戲。电子游戏不单单是一种娱乐，更成为了一种文化现象：中國的吴冠军将电子游戏形容为第九艺术，在华语区有一定影响；多数20世纪末的学生曾接触或受到此类活动影响。各方面研究表明它对社会产生影响深刻，负面观点认为其限制青少年的身心发展；电子游戏已经成为了人们生活中常见的一种娱乐方式。

## 发展历史
美籍匈牙利人約翰·馮·諾伊曼在1944－1945年發明了將一組數學過程轉變為計算機指令語言的方法，被稱為「計算機之父」。英國人阿蘭·麥席森·圖靈在1930年提出「圖靈機」的思想模型，可製作一種簡單且運算能力極強的裝置。圖靈並在1950年發表《機器能思考嗎？》的論文，提出了機器思考的概念。1946年美國賓夕法尼亞大學的莫爾電機學院發明了世界上第一台通用意圖電子計算機ENIAC。這些成就促進了電子遊戲的誕生。1964年美國科學家道格拉斯·恩格爾巴特發明了全世界第一個鼠標，1969年美國國防高等研究計劃署開發的ARPAnet及受其影響出現的因特網、1973年法國工程師François Gernelle和André Truong Trong Thi發明了最早的個人電腦Micral等技術，都影響電子遊戲的發展。

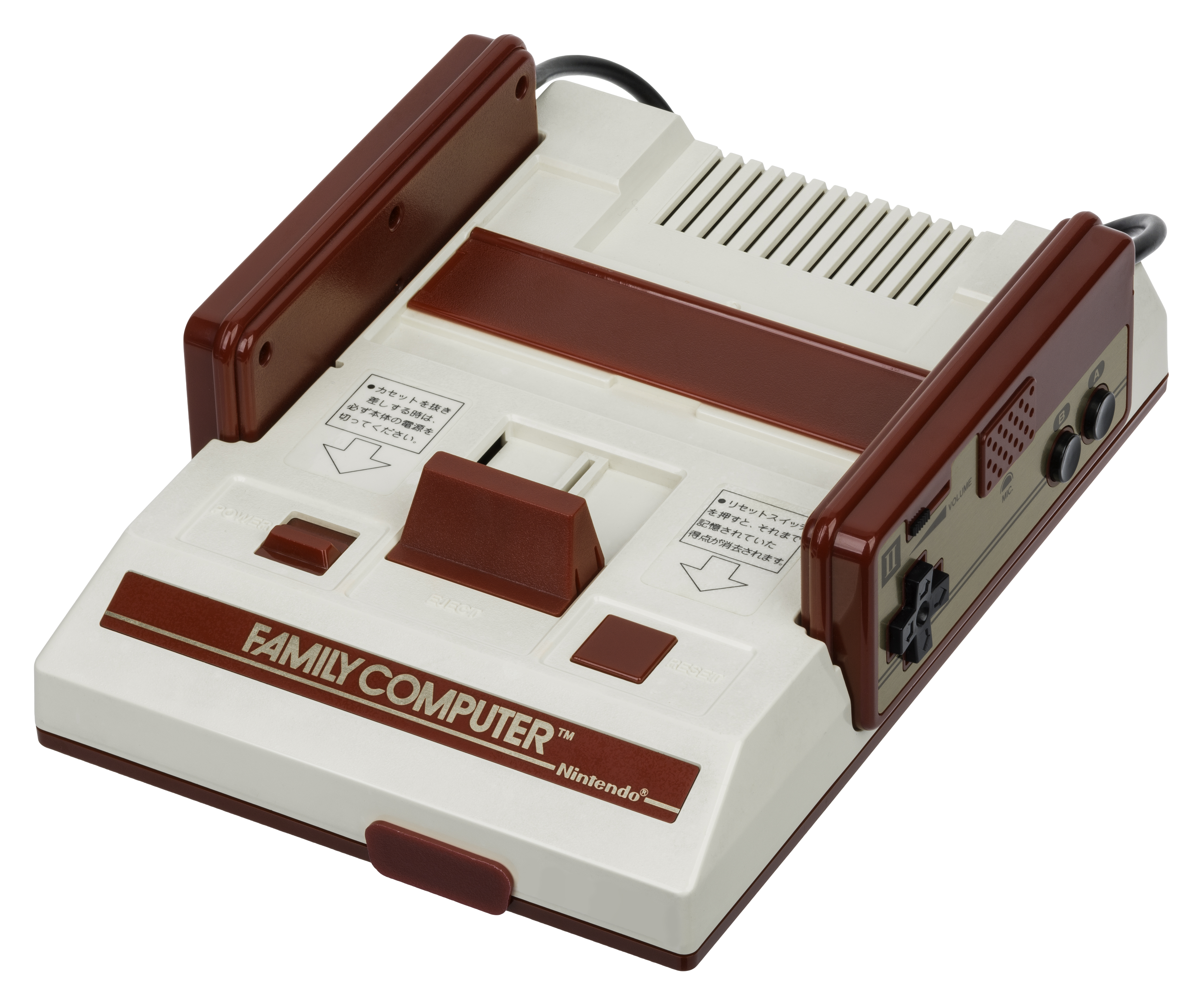
任天堂FC遊戲機

電子遊戲於1952年面世，為井字棋遊戲，遊戲平台是真空管電腦，當時電腦也只是剛面世不足十年。之后出现的是发布于1958年的網球遊戲《雙人網球》（Tennis For Two），雖然說是網球遊戲，實際上的畫面卻比較類似現代的氣墊球。1962年製作的《太空戰爭!》亦被視為最早的電子遊戲。
1961年－1962年，《超級大戰》誕生，可算是現今所有縱向飛行遊戲的始祖。1971年，诺兰·布什内尔以超級大戰為基礎改良，推出史上第一部街機《電腦空間》（Computer Space），但市場尚未獲迴響，翌年和泰德·达布尼成立雅達利（Atari, Inc.），推出投幣式街機遊戲《乓》（Pong）後才獲得了空前的成功。1975年，雅達利推出家用機，在平民家庭推廣，引起流行，令更多廠商投入製造家用機，市場上大量出現變種遊戲。1976年，Fairchild Channel F上市，它是第一台採用卡帶為媒介可更換遊戲的家用遊戲機。1977年，雅達利推出家用遊戲機雅達利2600（當時全稱Atari Video Computer System，簡稱Atari VCS，1982年11月更改為現名），帶動全球電玩熱潮，同年，任天堂第一部家用遊戲機Color TV Game 6在日本上市。
20世纪70年代，文字式遊戲出現，也是雅達利的黃金期。1976年雅達利易手，全力發展電子遊戲事業；日本方面，另一大廠太東（Taito）也加入遊戲界戰團，推出了經典遊戲《太空侵略者》。1980年代初，各款經典遊戲相繼發行，首先南夢宮（Namco）推出《吃豆人》，其後的《魔域》和《創世紀》，任天堂亦推出《大金剛》；其他電器大廠如飛利浦和IBM也加入電子遊戲業，美国EA亦在這時組成。1980年代中期，雅達利（Atari Corporation）、世嘉及任天堂將戰場轉移到家用遊戲機硬體上，同時推出新款家用機。
20世纪80年代末期是電子遊戲的轉捩點。電腦由於得到顯示卡的強大支持，開始漸漸崛起；另一大突破是，任天堂推出Game Boy，打開了攜帶型遊戲機的無限發展空間。
踏入90年代，家用機已佔遊戲市場8成，任天堂發行超級任天堂，世嘉亦宣言將會在不久將來推出次世代家用機，吸引了大眾的焦點，家用機大戰一觸即發;街機方面，卡普空（Capcom）推出街頭霸王，為街機爭回喘息的機會；Pentium晶片面世，亞洲中文地區亦開始自行開發针对IBM PC兼容機的電腦遊戲，《仙劍奇俠傳》、《炎龍騎士團》、《神奇傳說》等經典遊戲相繼推出。90年代中，次世代遊戲機橫空面世，世嘉和索尼分別發表世嘉土星（Sega Saturn）及PlayStation，任天堂即時被打沉，惟有在兩年後推出任天堂64（簡稱N64）反擊。至於雅達利（Atari Corporation）方面，因為雅達利Jaguar（Atari Jaguar）在市場運作完全失敗，導致雅達利最終完全離開了遊戲機市場。
21世紀前，家用遊戲形成三足並立的局面，N64原本在機能上遠勝另外兩款家用機，不過其插卡帶遊戲模式，使N64流失大量玩家遊戲開發商，為求改變局面，世嘉最先推出新款家用機——Dreamcast；正當各款家用機正爭持不下的時候，微軟的視窗系統幾乎已經壟斷家用電腦市場，《模擬市民》、《無盡的任務》、《暗黑破壞神》分別在電腦平台上登場。

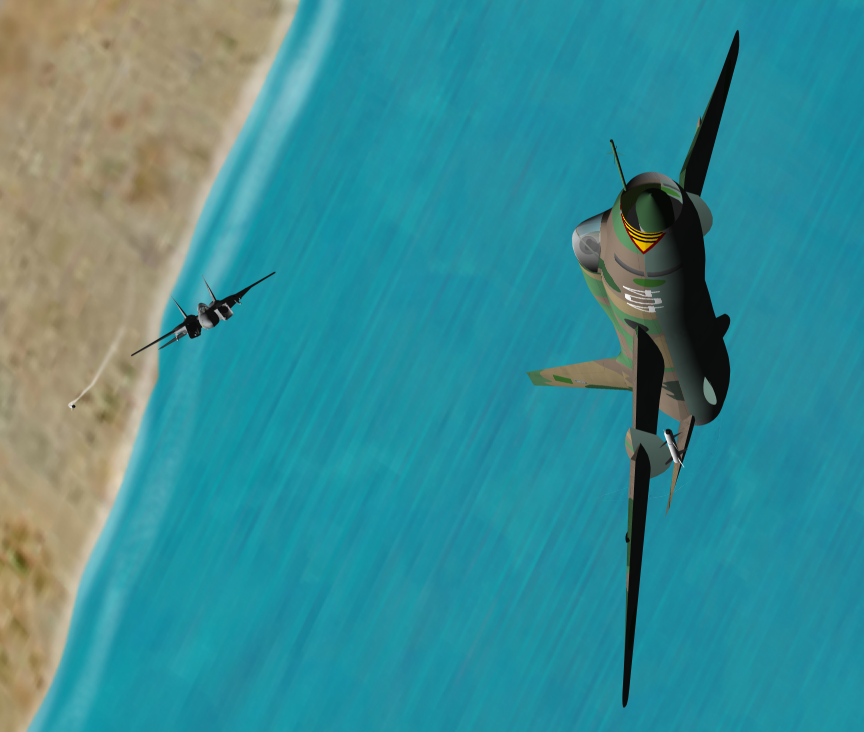
一款3D空戰電玩

踏入2000年，索尼率先向世嘉還擊，推出PlayStation 2，2001年，任天堂亦跟隨推出新機種GameCube，同年，電腦軟體龍頭微軟進軍電子遊戲業，發行了首部家用機Xbox，電子遊戲混戰由微軟、索尼和任天堂三家主導，此時世嘉已經退出了家用機硬體的戰場，回歸到遊戲開發上。2000年早期的家機大戰，由索尼高姿態勝出，至今已經賣出超過一億台主機，論機能，其實都不分軒輊，不過索尼背靠強勁的多個遊戲開發商，全球熱爆的大作《最終幻想》、《勇者鬥惡龍》及《惡靈古堡》都選擇著陸在索尼的主機PS2上，令PS2在第二次家用機大戰中獲勝；與此同時，電腦遊戲再次分家，分為單機遊戲和線上遊戲；單機版遊戲方面，自02年開始，Maxis開發並由EA發行的模擬市民已經連續稱霸了電腦遊戲榜多年；線上遊戲則被稱為最具發展潛力的項目，尤其是在中國大陸，原因是擁有電腦及能連上互聯網的人，遠比擁有任何一款家用機的人多；在二千年，西方國家已經發展了數年的線上遊戲，EQ及UO已經在西方國家生根，在亞洲地区則剛起步，台灣遊戲金庸群俠傳及韓國遊戲仙境傳說均引起熱潮。
2000年中期，線上遊戲由於其一直為人詬病的外掛問題，使其發展停濟不前，惟獨暴雪的魔獸世界能一枝獨秀；被人遺忘了的攜帶型遊戲機起了另一場風雲，雄霸了攜帶型遊戲機市場近十五年的任天堂，接受索尼新機PlayStation Portable的正面衝擊，任天堂推出新主機任天堂DS迎戰，但两者方向迥异。
2006年，家用機市場再起風雲。在第三次家用機大戰中，微軟首先出招，推出Xbox 360，以強勁的電腦底板作支援，在電子運算上遠超当时其他主机，索尼推出PlayStation 3，索尼在PS3上創新地使用了藍光光碟，但由於遊戲開發成本高昂，令不少大廠家退出索尼的幕後，任天堂則推出Wii，Wii在機能上遠遜於兩機，不過具有动态感应的新型主机操作方式，以真實互動為賣點，成为最为畅销的主机，自此任天堂避开了于微軟、索尼的直接竞争。Wii销售领先，Xbox 360屡发质量问题，但是其线上游戏表现突出；電腦遊戲方面，依然是模擬市民和魔獸世界兩款遊戲，分別在單機遊戲和線上遊戲領先，不過線上遊戲的湧現，令大量粗製濫造的产品充斥市面，同时线上游戏分支网页游戏以及逆行传统商业游戏模式的独立游戏崛起；蘋果的iPhone則擴展了手機遊戲市場。
2012年後，隨著iphone 4擴張手機遊戲市場，衝擊傳統電子遊戲市場。家用機市場面臨嚴峻的挑戰。2011年，任天堂推出3DS，憑藉其獨佔遊戲成功維持掌上遊戲機市場。索尼的PSV則因為定位上與智能電話過於相近，其銷量不符預期，使日後索尼退出掌上遊戲機市場。主機遊戲方面，遊戲正式踏入1080HD 的時代，製作成本比以往急升，不少遊戲廠商因此轉向掌上遊戲機及手機遊戲中。任天堂WiiU繼承了 Wii 的設計理念，把遊戲更加高清、核心化。但主機 game pad 遊玩體驗割裂，加上系統老舊、命名及宣傳錯誤等原因，使Wii的藍海市場落入手機遊戲中。Xbox One的定位模糊，強制網絡連線及禁止二手遊戲等政策使Xbox one的銷量不如上世代的Xbox 360。PS4在毫無對手的情況下取得勝利，銷量突破1.17億。
2017年，手機遊戲的發展減緩，抽卡成為手機遊戲的主流。不少藍海玩家因此厭惡，部份人再次投向傳統遊戲機市場。任天堂吸取WiiU的失敗及3DS的優勢，使新推出的任天堂Switch再次面向藍海市場，在遊戲開發、遊玩模式等都把兩者合二為一，成為史上最快突破一億銷量的家用遊戲機。Nintendo Switch在機能上同樣遠遜於兩機，不過具有家用機與掌上遊戲機兩者合一的新型操作方式，成為暢銷的主機。索尼及微軟首次在主機世代推出半世代的加強版：PS4 Pro及XBox One X，遊戲界首次觸及4K的時代，延續兩者的銷量。由此時開始，社會上出現遊戲訂閱制的服務，使玩家能以低成本體驗遊戲，成為遊戲界中的潮流。
至2020年，索尼及微軟分別推出PS5及Xbox Series X/S主機。兩者憑藉訂閱制服務、強大的機能，使兩者互有競爭。雲端遊戲亦有所發展，遊戲能在智能電話、電腦及家用機之間切換，但由於對網絡的要求過高，現時則未見普及。

## 遊戲類型
电子游戏可分為多種類型，我們可以依遊戲平台、遊戲人數及遊戲玩法而分類。

### 載體類型
依遊戲載體和平台區分，電子遊戲可分為街機遊戲、電視遊戲、電腦遊戲、掌機遊戲和手機遊戲。

### 人數類型
狹義上的單機遊戲最早指無線上遊戲功能者，只能在一台主機下運作。如，目前的視頻遊戲不仅仅局限于单人游戏，如上古卷轴系列、龙腾世纪系列。廣義上的電子遊戲泛指一切有單機剧情并且有不同但是相对完善并合理的存档机制的游戏，如上古卷轴系列、巫师系列、鬼泣系列、惡靈古堡系列。
近來由於網際網路的普及，逐漸演變成單機與連線兼備的遊戲，例如暗黑破壞神等。2000年後，隨著寬頻網路普及，早期開發單機遊戲的公司也陸續向線上遊戲發展。目前越來越多的單機遊戲可以連線对战，也可以通过不同平台进行网络对战，与線上遊戲的界限越来越模糊。
依玩家人數區分，電子遊戲可分為單人電子遊戲、多人電子遊戲和多人互動的網絡遊戲：
- 單人遊戲：最早出現的形式，有橫向操作遊戲及部分角色扮演遊戲，如俄羅斯方塊、仙劍奇俠傳、風色幻想。
- 雙人遊戲：包括雙人輪流操作與雙人同時操作。
  - 雙人輪流操作：單人控制一名角色的形式，玩家1必須完成遊戲或被判定失敗，玩家2才能開始，兩個人遊玩的內容相同或極為相似，如超級瑪利歐。
  - 雙人同時操作：雙人各自控制一名角色的形式，在同視窗中進行遊戲，分為即時制與回合制。在互動環境中，雙方互相影響。由於娛樂性高，大多數都受玩家喜愛。前者如橫向操作類（魂斗羅）、格鬥類（街頭霸王）。
- 多人遊戲：通常由三人以上的玩家在同主機或鄰近主機使用區域連線遊玩，多數為合作及对战。如戰地風雲系列、決勝時刻系列，反恐精英系列，末日之戰系列。

越來越多的電子遊戲可以在局域网或者在一个平臺上进行对戰，比如中國大陸的浩方，國際的Steam、Origin等。

### 游戏方式类型
常見的有角色扮演游戏、冒险游戏、动作游戏、第一人称射击游戏、即時戰略遊戲、格鬥遊戲、棋牌游戏、大型多人線上角色扮演遊戲（簡稱MMORPG）（中国大陆很多人习惯将MMORPG统称网络游戏，因为之前盗版原因导致很少有人使用所谓“单机游戏”的网络功能），這些分類经常重合，即一个游戏属于多种类型。

## 主要平台
游戏机是专为游戏设计的计算机。此外电子游戏也经常指在游戏机上运行的游戏，对应电脑游戏。游戏机游戏产业与电脑硬件、互联网、游戏机软件的发展联系甚密。
一般而言遊戲的平台各有其市場，因此不宜以相同的標準來比較，但另種比較特別的其況，就是一款遊戲常常被軟體公司移植到不同的平台上（如：Biohazard 4起初是以Nintendo GameCube平台發售，但後期又有推出PlayStation 2平台的版本）。因為狹義的電子遊戲是一種軟體，因此必須有相應的硬體裝置，文化上，认定兩者是一種模組化的關係。例如，华语区认为魂斗羅（Contra）一代所對應的遊戲平台就是紅白機（FC），实际上其为街机移植版本。
电子游戏类型共享，但同类型数量迥异，例如在游戏机上容易制作动作游戏或格斗游戏，较少出现即时战略游戏、第一人称射击游戏等鍵鼠來操作的遊戲。而休閒遊戲則適合手機平台。
除了街機市場外，2020年遊戲市場價值高達1266億美金，其中又可以分為電腦、手機、主機三種類別的市場，其中主機類別為高投資與高收益的先進國家市場，需要成熟的娛樂工業扶植，對於設計的功力要求也很高，需要很多高學歷的人才儲備，相比之下電腦加上手游市場為主的開發公司的投入成本低，但是產品與遊戲文化的素質參差不齊。

### 電腦
电脑游戏是一个相对于主机游戏和街机游戏的概念，指在个人电脑上运行的游戏软件，是一种本身提供娱乐功能的电脑软件。电脑游戏产业与电脑硬件、电影、电脑软件、互联网的发展联系甚密。电脑游戏为游戏参与者提供了一个虚拟的空间，从一定程度上让人可以摆脱现实世界，在另一个世界中扮演真实世界中扮演不了的角色。同時電腦多媒體技術的發展，使游戏给了人们很多体验和享受。

### 手机
手机游戏在Java虚拟机上开启了第一次热潮，Nokia出产了特别针对游戏应用的手机系列，iPhone、Android手机等智能手机（Smartphone）的出现和普及，其中软件商店成功扩展了手机游戏市场，并且挑战传统掌上游戏机。
手机游戏快速攻占与蚕食桌上线上游戏的市场，最大的差别是除了萤幕的大小之外，手机游戏的各项功能几乎与桌上线上游戏相同，而且手机游戏拥有操作方便的极大优点，因为如此，近年来就连女性与老年玩家也渐渐多了起来，这也是桌上线上游戏所无法取代的。

### 街機
街機也稱為大型投幣電玩（Arcade）即是流行於街頭的商用遊戲機，以此名稱別於個人電腦和家用遊戲機。街機又可分類為純粹提供娛樂的娛樂用機台與會提供獎品的有獎機台。
在台灣，街機一般被稱為賭博電玩。在各國政府的管理不一樣，有的合法，有的為非法。內容部份，以機會取得報酬為主。有代表的遊戲，如撲克、賓果遊戲機、麻雀遊戲等。在臺灣很流行的彈珠臺，也可以算是另一種的有獎遊戲機。另外像是大小瑪莉機檯也是。在台灣的代表廠商，上市公司有鈊象電子、泰偉電子等公司。

### 游戏机
遊戲機遊戲（console game）是「电子遊戲」的一種，通常是指使用遊戲機運行的遊戲軟體，分为家用遊戲機和掌上遊戲機两种。家用游戏机通常使用家用电视机為顯示器，因此也称电视游戏。這個名詞是從日文翻譯而來，即英文的“TV game”，是日本獨創的和製英語。在日本，遊戲機遊戲比電腦遊戲更為普遍，由於價格較便宜、遊戲軟體種類多、設計也較親切、容易上手。因为游戏机一开始就是封闭平台，设计公司使用性能最大化专门加速硬件和软件标准，因此相近硬件运算能力情况下，游戏运行效能超过个人电脑。大多數人認為，遊戲機遊戲比電腦遊戲更有可玩性。但在亞洲地區（尤其是韓國、台灣、中國大陸）近年來電腦網路遊戲的蓬勃發展，再加上遊戲機遊戲的語言大多並非母語（通常是日語或英語），這些地區的電腦遊戲比遊戲機遊戲更為發達。
一般的遊戲機遊戲，指的是使用電子螢幕作為顯示器來遊玩的電子遊戲類型。遊戲由傳輸到「電子螢幕」以及「類似之音像裝置」的畫面影像（通常包含聲音）構成。遊戲本身通常可以利用連接至遊戲機的掌上型裝置來操控，這種裝置一般被稱作「控制器」或「搖桿」。控制器通常會包含數個「按鈕」和「方向控制裝置」（例如：類比操縱桿），每一個按鈕和操縱桿都會被賦予特定的功能，藉由按下或轉動這些按鈕和操縱桿，操作者可以控制螢幕上的影像。而螢幕、喇叭、和搖桿都可以被整合在一個小型的物件中，被稱作「掌上型電玩」或簡稱「掌機」（handheld game console）。
遊戲多媒體通常都是儲存在「卡帶」（或「卡匣」）中，近年來則是儲存在光碟片中，這些媒體可以插入遊戲機中。最近也有能夠直接從網路下載遊戲或測試版遊戲至遊戲機中的服務。而較簡單的遊戲機可能只有內建的數款遊戲可玩。
遊戲機遊戲通常都有不同的玩法規則、物件、遊戲目標、控制方式、遊戲角色，以及其他特色。每一種遊戲機遊戲都有專用的多媒體光碟或卡帶，會依照不同的遊戲機來發行販售。為了要遊玩指定的遊戲，你需要準備該款遊戲所屬的遊戲機（又稱為「平台」）。例如，為了能玩到《汪達與巨像》這款遊戲，你需要使用索尼公司的「PlayStation 2」遊戲機。
雅达利2600是早期欧美流行的游戏主机，随后发布的任天堂红白机是首个世界范围内成功的商业游戏机。部分著名家用游戏机：
| 任天堂（Nintendo） - FC（Family Computer）Famicom - SFC（Super Family Computer）Super Famicom - Nintendo Virtual Boy (Nintendo VB) - N64（Nintendo 64） - GC（GameCube） - Wii - Wii U - 任天堂Switch 索尼（Sony） - PS（PlayStation） - PS2（PlayStation 2） - PS3（PlayStation 3） - PS4（PlayStation 4） - PS5（PlayStation 5） 微軟（Microsoft） - Xbox - Xbox 360 - Xbox One - Xbox One S - Xbox One X - Xbox Series X | 世嘉（SEGA） - MD（Mega Drive） - SS（SEGA Saturn） - DC（DreamCast） 日本電氣（NEC）＆哈德森（Hudson） - PC Engine 松下（Panasonic）＆飛利浦（Philips） - 3DO SNK - Neo Geo CD |

掌上游戏机（handheld game console）是便携的游戏机，通常自带LCD显示屏。1980年代后，个人的行动化设备流行（其他如手机），各公司开发了可携带游戏机。最早的掌機是1976年由美國Mattel公司開發的Mattel Electronics Handheld Games，软件无法更换。當時是採用LED螢幕直到1980年GAME&WATCH上市掌機邁入LCD時代。
第一个可以替换游戏的掌机是在1979年，但成功的首个商业掌上游戏机主机是任天堂的Game Boy。任天堂Game Boy、Game Boy Advance和Nintendo DS、都曾长期占据掌机的王者之位。在上世代，以“裸眼3D”为看点的任天堂3DS游戏机是唯一在該世代未有受到手機遊戲崛起的影響的遊戲機，自此以後掌上遊戲機逐漸靠向電視遊戲主機，實現兩者合一的功能，例如是Nintendo Switch及Steam Deck。

## 收集和保存
視頻遊戲的玩家經常維護遊戲收藏。最近，人們對逆向遊戲產生了興趣，專注於最初幾十年的遊戲。零售包裝完好的遊戲已成為該行業早期的收藏品，截至2020年，一些稀有出版物的售價已超過100,000美元。另外，作為兩種遊戲媒體的視頻遊戲的保存也令人擔憂並且播放它們的硬件會隨著時間的推移而退化。此外，最初幾十年的許多遊戲開發商和發行商已不復存在，因此他們的遊戲記錄也消失了。檔案工作者和保存人員在版權法的範圍內努力將這些遊戲保存為該行業文化歷史的一部分。
世界各地有許多電子遊戲博物館，包括位於德克薩斯州弗里斯科的國家電子遊戲博物館，它是最大的博物館，完全致力於展示和保存該行業最重要的文物。歐洲擁有電子遊戲博物館，例如柏林的電腦遊戲博物館以及莫斯科和聖彼得堡的蘇聯街機博物館。加利福尼亞州奧克蘭的藝術和數字娛樂博物館是一個專門的視頻遊戲博物館，專注於家用機和電腦遊戲的可玩展品。羅馬電子遊戲博物館也致力於保存電子遊戲及其歷史。位於紐約羅徹斯特 The Strong 的國際電子遊戲歷史中心擁有世界上最大的電子遊戲和遊戲相關歷史資料館之一，其中包括一個5,000平方英尺（460 平方米）的展覽，可以讓客人通過視頻遊戲的歷史玩自己的方式。華盛頓特區的史密森學會永久展出了三款電子遊戲：吃豆人、龍之巢穴和乒乓球。
自 2012 年以來，現代藝術博物館在其永久的建築與設計收藏中增加了總共20款電子遊戲和一台電子遊戲機。2012年，史密森尼美國藝術博物館舉辦了“電子遊戲的藝術”展覽。然而，對展覽的評論褒貶不一，包括質疑電子遊戲是否屬於藝術博物館。

## 人工智能
电子游戏中非人类控制成分，根据功能不同通常称为AI、人工智能、电脑或NPC。通常游戏可以设定难易度，决定AI对某些方面的判断能力。

## 備註
1. ↑  例如，PlayStation平台的遊戲軟體是可替換的，電子寵物機則是不能替換的。
2. ↑  貓會擺弄線球，狗會咬飛盤等物體，因此遊戲並非專屬人類的活動。